# Història dels gitanos

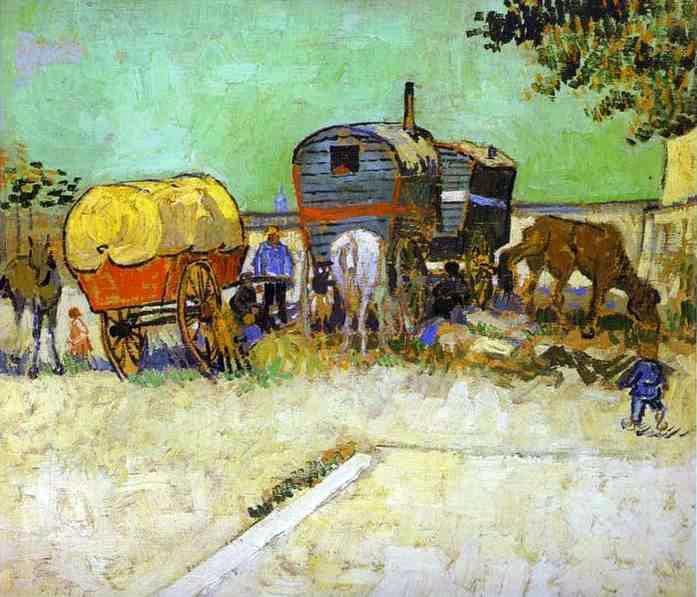
Un campament gitano a les Santes Maries de la Mar, a la desembocadura del Roine, de Vincent van Gogh

La història dels gitanos, que també són coneguts com a poble rom (nom que es donen ells mateixos), roma, romaní o romanó, és encara actualment objecte de controvèrsia. Hi ha diverses raons que ho expliquen. En primer lloc, la cultura gitana és fonamentalment no escrita, com passa en moltes cultures del món, de manera que no han conservat per escrit la seva procedència i els seus avatars. La seva història ha estat estudiada sempre pels no romanís, freqüentment a través d'un punt de vista fortament etnocentrista. Els primers moviments migratoris daten del segle x, de manera que molta informació s'ha perdut, si bé es pot suposar que alguna vegada va existir. Cal assenyalar, també, que els primers grups gitanos arribats a Europa occidental fantasiaven sobre els seus orígens i s'atribuïen una procedència misteriosa i llegendària, en part com a estratègia de protecció enfront d'una població davant la qual eren minoria, en part com a posada en escena dels seus espectacles i activitats.
Un altre problema que s'ha de tenir en compte és que la pertinença (o no) a la comunitat romaní és una qüestió disputada. No hi ha una delimitació clara dins la mateixa comunitat (ni a fora) sobre qui és gitano i qui no ho és.
Les principals fonts d'informació són els testimonis escrits, les anàlisis lingüístiques i la genètica de poblacions. En aquest sentit, l'anàlisi del genoma pertanyent a 13 grups de gitanos europeus, publicat l'any 2012 per investigadors de la Universitat Erasmus de Rotterdam, va evidenciar que la migració dels gitanos, des del seu origen inicial al nord-oest de l'Índia, va començar fa uns 1.500 anys.

## El termegitanoi la qüestió del seu origen geogràfic
El terme català "gitano" és una corrupció d'egiptano, aplicat a aquest poble per creure erròniament que procedia d'Egipte. Al segle xviii, l'estudi de la llengua romaní, pròpia dels gitanos, confirmà que es tractava d'una llengua índica, molt similar al panjabi o a l'hindi occidental. Això va demostrar que l'origen del poble gitano es troba en el nord-oest del subcontinent indi, a la zona en la qual actualment es troba la frontera entre els estats moderns de l'Índia i Pakistan. Aquest descobriment lingüístic s'ha vist, a més, sostingut per estudis genètics.

## Orígens llegendaris
La procedència dels gitanos ha estat objecte de tota mena de fantasies. Han estat considerats descendents de Caín, o relacionats amb el llinatge de Cam. Algunes tradicions els han identificat amb mags caldeus de Síria, o amb una tribu d'Israel extraviada en l'Egipte faraònic. Una antiga llegenda balcànica els fa els ferrers (o els lladres) dels claus de Crist, motiu pel qual haurien estat condemnats a vagar pel món, si bé no hi ha cap prova que situï els gitanos en l'Orient Mitjà en aquella època.

## Primer moviment migratori delseglex
Els estudis genètics i lingüístics semblen confirmar que els romanís són originaris del subcontinent indi, possiblement de la regió del Panjab. La causa de la seva diàspora continua essent un misteri. Unes teories suggereixen que foren originàriament individus pertanyents a una casta inferior reclutats i enviats a lluitar a l'oest contra la penetració musulmana. O potser els mateixos musulmans conqueriren els romanís, els esclavitzaren i els portaren a l'oest, on formaren una comunitat separada. Aquesta darrera hipòtesi es basa en un relat de Mahmud de Ghazni, que informa de 50.000 presoners durant una invasió turco-persa del Sindh i del Punjab. El motiu pel qual els romanís escolliren viatjar a l'oest en lloc de tornar a la seva terra és un altre enigma, encara que l'explicació pot haver estat el servei militar sota el poder musulmà.
El que és acceptat per la majoria d'investigadors és que els romanís podrien haver abandonat l'Índia al voltant de l'any 1000, i haver travessat el que actualment és Afganistan, Iran, Armènia i Turquia. Diversos pobles similars als gitanos viuen actualment a l'Índia, aparentment originaris de l'estat desèrtic de Rajasthan, i a la vegada, poblacions gitanes, així reconegudes pels mateixos gitanos, viuen encara a l'Iran amb el nom de luris.
Si bé les proves documentals comencen a ser fiables només a partir del segle xiv, alguns autors contemporanis consideren que les primeres dades sobre els gitanos serien del segle ix; algunes referències semblen indicar-ho: un text que relata com Santa Anastàsia d'Egina repartí menjar a Tràcia a uns «estrangers anomenats atsigani» (del grec Ατσίνγανος') durant la fam del segle ix, en plena època romana d'Orient. Fins i tot abans, a principis del mateix segle, l'any 803, Teòfanes el Confessor escriu que l'emperador Nicèfor I va utilitzar l'ajuda d'uns atsigani, que amb la seva màgia l'haurien ajudat a contenir una revolta popular.
«Atsinganoi» va ser un terme usat també per a referir-se a endevins ambulants i ventrílocs i fetillers que visitaren l'emperador Constantí el 1054. Un text hagiogràfic (Vida de Sant Jordi anacoreta) explica com els «atsigani» foren cridats per Constantí per ajudar-lo a netejar els boscs de feres. Més endavant serien descrits com fetillers i malfactors i acusats de tractar d'enverinar el gos llebrer favorit de l'emperador. L'extensió d'aquest terme generaria els substantius moderns de tzigane, Zigeuner, zingari i zíngaros.
Una narració històrico-llegendària del segle x titulada Crònica Persa, de Hazma de Ispaham, esmenta alguns músics sol·licitats al rei de l'Índia, als quals anomenà zott. El Llibre dels Reis (o Shahnameh, datat del 1010), del poeta Firdusi, explica una història semblant: uns quants milers de Zott, Rom o Dom («homes») haurien marxat de l'actual Sindh (potser del riu Indus) amb l'objecte d'entretenir al rei de Pèrsia amb els seus espectacles.
Des d'aquell moment, després d'una llarga estada en aquesta regió, i descrits ja com un poble que refusava viure de l'agricultura, s'haurien escampat en dos grups migratoris: un cap al sud-oest i Egipte, l'altre cap al nord-oest i Europa.
En tot cas, no hi ha un consens sobre la qüestió, però l'opinió més estesa es veu avalada per les següents proves de l'origen asiàtic dels gitanos:

### Proves lingüístiques de l'origen asiàtic dels gitanos
Des de la seva arribada a terres europees, un dels trets de la comunitat gitana que més cridà l'atenció dels altres pobles era la seva estranya llengua, molt diferent de les que es parlaven a Europa. La primera reproducció escrita del romaní es remunta a una enciclopèdia sota el títol de Fyrst Book of the Introduction of Knowledge. (Primer llibre d'introducció al saber) l'autor de la qual va ser Andrew Boorde. Aquesta obra, completada el 1542 i publicada el 1547, recollia exemples de frases en allò que l'autor anomenava Egipt speche (parla egípcia), donant com a vàlida la creença popular sobre el fet que els gitanos procedien d'Egipte.
Durant els dos segles següents apareixen més esments escrits de la llengua romaní. A Espanya, el marquès de Sentmenat publica al voltant de 1750 un petit vocabulari del romaní parlat a la península Ibèrica.
Un dels primers o el primer document en què es proposa identificar la llengua romaní com una llengua índia és un treball de Szekely de Doba en la Gazzeta de Viena el 1763. En aquest article es comenta que el predicador Vali, en la Universitat de Leiden, estudià l'idioma d'uns estudiants de Malabar del districte de Zigania, nom que li recordà els dels "zíngars" i que posteriorment exposà el vocabulari a gitanos d'Almasch (Komora, Eslovàquia), comprovant que aquests entenien les paraules
En l'àmbit acadèmic, el descobriment de l'origen indi del romaní correspon a l'alemany Johann Rüdiger, catedràtic de la Universitat de Halle, qui el 1782 publicà un article d'investigació lingüística, en el qual analitzava el parlar d'una dona gitana, Barbara Makelin, i la comparava amb la llengua recollida en una gramàtica alemanya de l'hindustaní (el nom amb el qual es coneixia antigament als actuals hindis i urdu). En el seu article, Rüdiger reconeixia la influència en les seves investigacions del diccionari de romaní de Hartwig Bacmeister, de 1755, a qui ja el 1777 havia comunicat les seves idees, així com el seu deute cap al seu professor Christian Büttner, que anys abans havia plantejat la possibilitat d'un origen indi o tal vegada afgà (?) dels gitanos. Tanmateix, fou Rüdiger qui establí, mitjançant la seva comparació entre la descripció gramatical de l'indostaní i la parla de Barbara Makelin, que les similituds entre ambdues varietats lingüístiques evidenciaven un origen comú.
Estudis posteriors de la llengua romaní han mostrat un estret parentiu amb l'idioma panjabi i l'hindi occidental, tant pel que fa al seu vocabulari fonamental com en les seves estructures gramaticals i en els canvis fonètics. Les investigacions d'Alexandre Paspati (Études sur les Tchinghianés, publicat en Constantinoble el 1870), de John Sampson (The dialect of the gypsies of Wales, 1926) i dels suecs Gjerdman i Ljungberg (La llengua del gitano suec treballador del coure Dimitri Taikon, publicat el 1963) evidencien que existeix una unitat dins del romaní que s'estén per tot Europa. Els estudis citats recollien mostres del romaní grec, gal·lès i suec, respectivament. Queda demostrat, així, que el vocabulari bàsic coincideix de manera rellevant (nota: no es transcriu la grafia original):
- Català: gran. Sànscrit: vadra; hindi: bara; grecorromaní: bara; romaní gal·lès: baro; romaní kalderash (suec): baró.
- Català: cabell. Sànscrit: vála; hindi: bal; grecorromaní: bal; romaní gal·lès: bal; romaní kalderash (suec): bal.

Determinades característiques gramaticals índiques es mantenen en el romaní contemporani (i algunes fins i tot en caló català actual): 
- el final en -e per al masculí i en -i per al femení
- la formació d'abstractes afegint -ben o -pen: taco (cert) es converteix en taciben (veritat)
- substitució del genitiu per un final adjectivat: dadésko gras (el cavall del pare, on dad és pare i gras cavall).

### Proves lingüístiques de la migració gitana
D'acord amb els estudis de Terrence Kaufman (1973) l'origen de la llengua romaní, basat en els dialectes europeus, pot ubicar-se a l'Índia central i, posteriorment, poden documentar-se préstecs lingüístics que ha anat adquirint en els territoris per on migrava, que anirien des del segle ii aC al s. XIV dC: així té préstecs del persa a causa del seu pas per Pèrsia, però no de l'àrab, cosa que demostra que el seu pas per Pèrsia va ser anterior a la seva islamització cap al 900 dC. De cap al s. XI-XII té préstecs de llengües del Caucas (osset, georgià i armeni). Després es detecta la migració cap a Turquia, on rep préstecs del grec, però no del turc, cosa que indica que el seu pas va ser anterior a la invasió turca. Cap al 1300 dC es produiria l'entrada en els Balcans, on adquirí préstecs de les llengües eslaves. Posteriorment els dialectes europeus del romaní es divideixen, encara que Kaufmann indica una distinció entre els que tenen influència lèxica del romanès i els que no, que serien els gitanos de Bulgària i els d'Espanya.

### Proves genètiques de l'origen asiàtic dels gitanos
Els estudis genètics corroboren l'evidència lingüística que situa l'origen del poble gitano en el subcontinent Indi.
Estudis genètics fets en gitanos búlgars, bàltics i valacs suggereixen que prop del 50% dels cromosomes Y de l'ADN mitocondrial pertanyen a l'haplogrup home H i a l'haplogrup dona M, àmpliament estesos a l'Àsia del sud i l'Àsia central. Els homes es corresponen majoritàriament amb els haplogrups H (50%), I (22%) i J2 (14%), Rlb (7%); les dones al H (35%), M (26%), U3 (10%), X (7%), i altres (20%). Aquests haplogrups són estranys en els no gitanos, i la resta es troben estesos per tot Europa. Els haplogrups femenins U2 i U7 pràcticament no existeixen en les dones gitanes, però estan presents en Àsia del Sud (prop de l'11%-35%).
Es pot calcular que aproximadament la meitat del patrimoni genètic gitano és semblant al dels grups europeus circumdants. Però els homes gitanos del grup sinti d'Europa central són H (20%), J2 (20%) amb una freqüència elevada de R2 (50%), freqüència que es troba també a l'Índia, concretament a Bengala Occidental i entre els cingalesos de Sri Lanka. El marcador M217, present en un 1,6% dels homes gitanos, es troba també a Bengala Occidental (Kivisild et alter, 2003). Els haplogrups L que es troben en el 10% dels indis i pakistanesos no es donen entre els gitanos (l'equip de Greshman no sembla haver investigat l'haplogrup L), així com tampoc en els originaris de Bengala Occidental. A partir de la base de dades YHRD (Y Chromosome Haplotype Reference Database), es pot comprovar que algunes poblacions gitanes europees tenen un gran percentatge de haplogrups masculins R1A1. Les dades de YHRD donen poques correspondències en general amb la població del subcontinent, però una alta correlació en l'haplogrup H amb la comunitat d'origen sudasiàtic de Londres, en la qual hi ha un percentatge molt alt d'individus procedents de Bengala Occidental i de Sri Lanka.
Les recerques genètiques de Luba Kalaydjieva mostren que el grup original aparegué fa unes 32-40 generacions, i que aquest grup era petit, de només uns 1.000 individus.

## Estada a l'Àsia Menor en elseglexiv
El 1322 un frare franciscà anomenat Simó Simeonis descriu un poble amb característiques similars als atsigani que vivia a Creta, i el 1350 Ludolphus de Sudheim esmenta un poble semblant, amb un únic llenguatge, al que anomena "mandapolos", una paraula que segons es pensa deriva del grec "mantes" (profeta o endevinador). Cap al 1360, un feu gitano independent (anomenat el Feudum Acinganorum) s'establí a Corfú i es convertí en una «comunitat estable, i una important i consolidada part de l'economia». Atès que la regió ocupada per aquestes comunitats romanís era anomenada «el petit Egipte», els pelegrins que el travessaven per anar a Terra Santa estengueren per tot Europa l'apel·latiu d'«egipcians», d'on provindrien els noms d'egitanos, gitanos, gitans, egypsies i gypsies. A més dels assentaments grecs està documentada una llarga estada en els Balcans, en terres de serbis, búlgars i romanesos, en el segle xiv.

## Elseglexv, la primera gran diàspora
A causa de les incessants guerres entre romans d'Orient i pobles tàrtars i turcs, els gitanos iniciaren una nova migració, la primera que està documentada. Les proves lingüístiques permeten la reconstrucció d'aquesta nova peregrinació. Partint del fet que els gitanos haurien abandonat l'Índia, i d'allí haurien passat a l'Iran i al nord de la mar Càspia, se suposa que més endavant haurien pres dues rutes: la primera des d'Armènia fins a l'Imperi Romà d'Orient (el que explicaria la presència de vocabulari grec medieval en la llengua dels gitanos), i l'altra a través de Síria i Orient Pròxim i el Mediterrani (de la qual quedarien vestigis de vocabulari àrab). Rere la seva estada en els Balcans, la llengua gitana absorbí vocabulari germànic, però l'absència d'aquesta resta lingüística en els gitanos espanyols fa pensar que la migració es dividí en dues abans d'aquest assentament centroeuropeu. Una s'hauria dirigit cap a l'oest, a l'interior d'Europa, i l'altra cap al sud, cap a Síria. La primera branca s'hauria estès per tot el continent europeu, mentre que la segona hauria travessat Àfrica del Nord per a tornar a aparèixer a Europa després de travessar l'estret de Gibraltar en el segle xv; i tots dos corrents migratoris es van retrobar en algun punt del sud d'Europa. D'aquesta manera, l'arribada dels gitanos a la península Ibèrica és també un assumpte controvertit que es veurà més endavant.
El cert és que la migració va ser massiva i molt ràpida, i va ser objecte d'una acollida desigual. Al segle xv hi comença a haver gitanos arreu d'Europa i així ho confirmen els documents. El 1416 s'informa de la presència de gitanos a Romania, a Bohèmia (República Txeca) i a Lindau (Alemanya). El 1417 el rei de Bohèmia Segimon I els concedí un salconduit, i entre 1418 i 1419 els gitanos ja circulaven per l'actual Confederació Helvètica. Entraren a França el 1419, i el 12 d'agost un grup arribà a les portes de Sisteron i després circulà per la Provença. El gener de 1420 estaven a Brussel·les, i l'octubre a Flandes i el nord de França. El 1421 arribaren a Bruges i després baixaren a Arràs. El 18 de juliol d'aquest mateix any un grup arribà a Bolonya per a sol·licitar al papa un salconduit com a pelegrins cristians. A la Corona d'Aragó, a Perpinyà, s'informa de la seva presència per primera vegada el 1415, i el 8 de maig de 1425 se'ls troba a Saragossa. El 1427 ja es trobaven a Roma.
També el 1427 es produí una de les arribades de gitanos millor documentada, conservada en l'obra «Temoignage d'un bourgeois de Paris». El 12 d'agost d'aquest any arribaren a París, on causaren sensació pel seu aspecte miserable i estrany, i la gent acudí en massa per a veure com endevinaven el futur. Vivien de la màgia i dels petits robatoris, fins que el bisbe els expulsà el setembre d'aquell mateix any i marxaren en direcció a Pontoise. Segons Helena Sánchez Ortega aquesta crònica resumeix el quadre de tipificació negativa dels gitanos que s'hauria de mantenir fins als nostres dies.

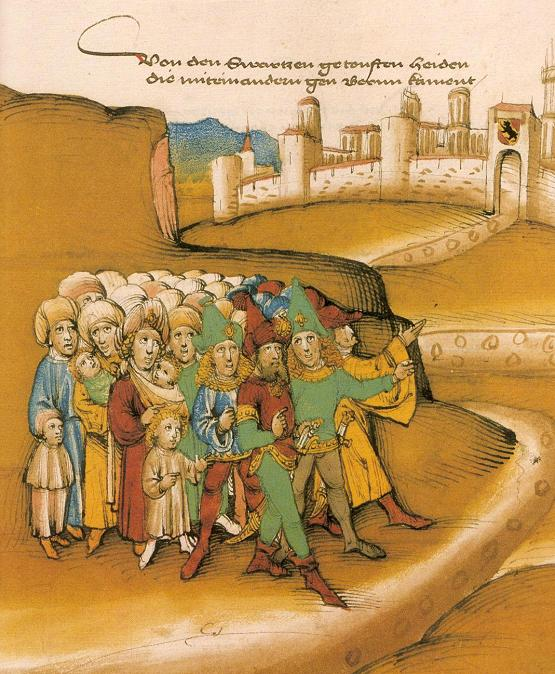
Gitanos fora de la ciutat de Berna, segle XV

El seu periple europeu no es va detenir, i el 1430 circulaven per tota França sota una acollida desigual: Arle, Brinhòla, Metz, Troyes, Grenoble, Nevers, Romans, Colmar, Orleans i Le Luc. El 1435 van ser vists a Santiago de Compostela, i el 1462 se’ls va rebre amb honors a Jaén. Suïssa els expulsà el 1471. El 1493 estaven a Madrid. En aquesta ciutat en el Concejo «…acordaron de dar limosna a los de Egibto porque a ruego de la Villa pasaron delante, diez reales, para evitar los daños que pudieran hazer trezientas personas que venían…».

### La qüestió de l'entrada en la península Ibèrica
Com i quan arribaren els gitanos a la península Ibèrica és una qüestió a la qual encara no s'ha arribat a un consens. Una primera teoria els fa procedir del nord d'Àfrica, des d'on haurien travessat l'estret de Gibraltar per a retrobar-se a França amb la ruta migratòria del nord. Es distingirien, així, els gitanos entrats pel nord de Perpinyà, els del sud o tingitans (és a dir, procedents de Tingis, avui Tànger), i els de l'est (o grecians) que penetraren per la ribera mediterrània en la dècada de 1480, probablement a causa de la caiguda de Constantinoble. La penetració millor documentada és la del nord, per les terres de la Corona d'Aragó. El primer document conservat és de 1415. En ell, el rei Alfons el Magnànim concedeix salconduit a Tomás Sabba, pelegrí a Santiago de Compostela. Aquest mateix rei concedeix una altra carta de pas el 1425 a un altre cap gitano amb la seva gent, ordenant que sigui ben tractat:
| « | «…Com nostre amat i devot Joan d'Egipte Menor… entén que ha de passar per algunes parts dels nostres regnes i terres, i volem que sigui ben tractat i acollit...sota pena de nostra ira i indignació...l'esmentat Joan d'Egipte i amb els qui amb ell aniran i acompanyaran, amb totes les seves cavalcadures, robes, béns, or, argent, beaces i qualsevulla altres coses que portin amb ells, sien deixats anar, estar i passar per qualsevol vila, lloc i altres parts del nostre senyoriu, estalvis i amb seguretat...i donant a aquells segur passatge i conduït, quan l'esmentat Joan ho necessiti a través del present salconduit nostre. Lliurada a Saragossa amb el nostre segell secret el dia dotze de gener de l'any del naixement de Nostre Senyor de 1425. Rei Alfons.». | » |

En aquests anys se succeïren els salconduits, atorgats a suposats nobles gitanos pelegrins. El seguiment d'aquests salconduits per tota la geografia peninsular revela als investigadors (com Teresa San Román, o Helena Sánchez) algunes proves:
- El nombre de roms que entraren o habitaren a la Península en el segle xv es calcula en 3.000 individus, aproximadament.
- Els gitanos viatjaven en grups variables, de 80-150 persones, liderades per un home.
- Cada grup autònom mantenia relacions a distància amb algun dels altres, existint potser relacions de parentiu entre ells (quelcom encara habitual entre els gitanos de la Península).
- La separació entre cada grup era variable i a vegades uns seguien als altres a curta distància i per les mateixes rutes.
- L'estratègia de supervivència més comuna era la de presentar-se com a pelegrins cristians per a cercar la protecció d'un noble.
- La forma de vida era nòmada, i es dedicaven a l'endevinació i l'espectacle.

## Elseglexvii el començament de la persecució
El segle xv pot ser considerat com l'edat d'or dels gitanos a Europa. Vagaven de vila en vila, i encara que és cert que foren sovint expulsats cal esperar al segle xvi perquè hi hagués una onada de persecució només comparable a l'antijudaisme secular dels europeus. En el segle xv els estereotips negatius encara no estaven arrelats, i entre l'hostilitat i la fascinació la cultura romaní es dispersà pel continent, mesclant-se amb les cultures i els idiomes locals. Lentament es va anar convertint en un desafiament per als poders establerts, per a la població sedentària i per a la religió dominant.

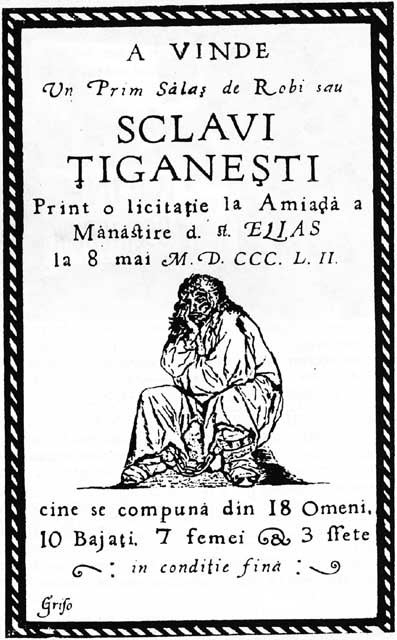
Anunci d'una venda d'esclaus gitanos el 8 de maig de 1852: 18 homes, 10 nens, 7 dones i 3 nenes, "in conditie fina" (en bona condició).

Quan va tenir lloc el descobriment d'Amèrica, el 1492, els gitanos ja estaven estesos per tot Europa, on, malgrat una bona acollida inicial, començaren a ser perseguits, marginats, expulsats, severament castigats, esclavitzats (com a Romania, on l'esclavitud gitana no va ser abolida fins a 1864) o simplement exterminats. El desacord entre els no gitanos i els gitanos duraria des del segle xvi fins a l'actualitat. Així, a Espanya, la pragmàtica de Medina del Campo de l'any 1499 els obligà a abandonar la vida nòmada. El 1500, el mateix any que entraren a Polònia i Rússia, la Dieta d'Augsburg els expulsà d'Alemanya. El 1505 Jaume IV d'Escòcia els concedí un salconduit i saltaren a Dinamarca. Arribaren a Suècia el 1512, i el 1514 a Anglaterra, d'on se'ls expulsaria, sota pena de mort el, el 1563. Abans d'això, a Espanya se’ls va donar a "escollir" el 1539 entre la sedentarització o sis anys de galeres (pena consistent a remar forçats a les galeres reials), i el 1540 els bisbes de Bèlgica ordenaren la seva expulsió sota pena de mort.
A partir de finals del segle xvi s'aniran emetent a tot Europa pragmàtiques, lleis i decrets contra la manera de vida dels gitanos. La dinàmica d'aquestes disposicions serà contradictòria (s'obliga a sedentaritzar-se al mateix temps que s'impedeix l'entrada en moltes ciutats, s'obliga a assimilar-se i a la vegada se’ls concentra en determinats barris, s'obliga a treballar en oficis reconeguts alhora que se’ls impedeix l'entrada en els gremis…). La tenacitat dels romanís, les seves estratègies d'ocultament, de multiocupacionalitat (com diu Teresa San Román), de seminomadisme o itinerància circumscrita, d'adaptació a les circumstàncies canviants de la legislació, la capacitat per travessar fronteres o per aliar-se a vegades amb la població autòctona realitzant treballs imprescindibles, fan que els gitanos de tot Europa es resisteixin a l'assimilació i conservin els seus propis trets definitoris culturals més o menys intactes fins al present.
Davant l'absència de testimonis escrits propis i el caràcter negatiu dels testimonis aliens, resulten valuoses les referències d'un personatge peculiar que es va acostar al món dels romanís amb interès i curiositat romàntica en la primera meitat del segle xix: George Borrow. En els seus viatges per part d'Europa com predicador protestant va tenir oportunitat de contactar amb grups gitanos la llengua dels quals va aprendre, traduint i fins i tot publicant l'Evangeli en caló (entre la seva producció literària es troba La Biblia en España, llibre de viatges estudiat per Manuel Azaña).

## El salt a Amèrica, elseglexixi la segona gran diàspora
El salt dels roms a Amèrica va anar paral·lel a la mateixa diàspora dels europeus. L'incansable poble gitano emprengué, aleshores, una nova migració. Està plenament establert que el 1498, Cristòfor Colom, en el seu tercer viatge, embarcà quatre gitanos que arribaren al nou món. Se sap, també, que Anglaterra i Escòcia enviaren partides de gitanos a les seves colònies d'Amèrica de Virgínia, en el segle xvii i Louisiana. La pràctica de la deportació a Amèrica va ser seguida en el mateix segle per Portugal. Segons aquest autor, els romanís espanyols només podien viatjar a Amèrica amb permís exprés del rei. Felip II decretà el 1570 una prohibició d'entrada als gitanos a Amèrica, i ordenà la tornada dels que ja hi eren. Es coneix el cas d'un ferrer romaní (Jorge Leal) que aconseguí autorització per viatjar a Cuba el 1602. Cal esperar la pragmàtica de 1783 perquè els gitanos tinguessin permís de residència en qualsevol part d'Espanya.

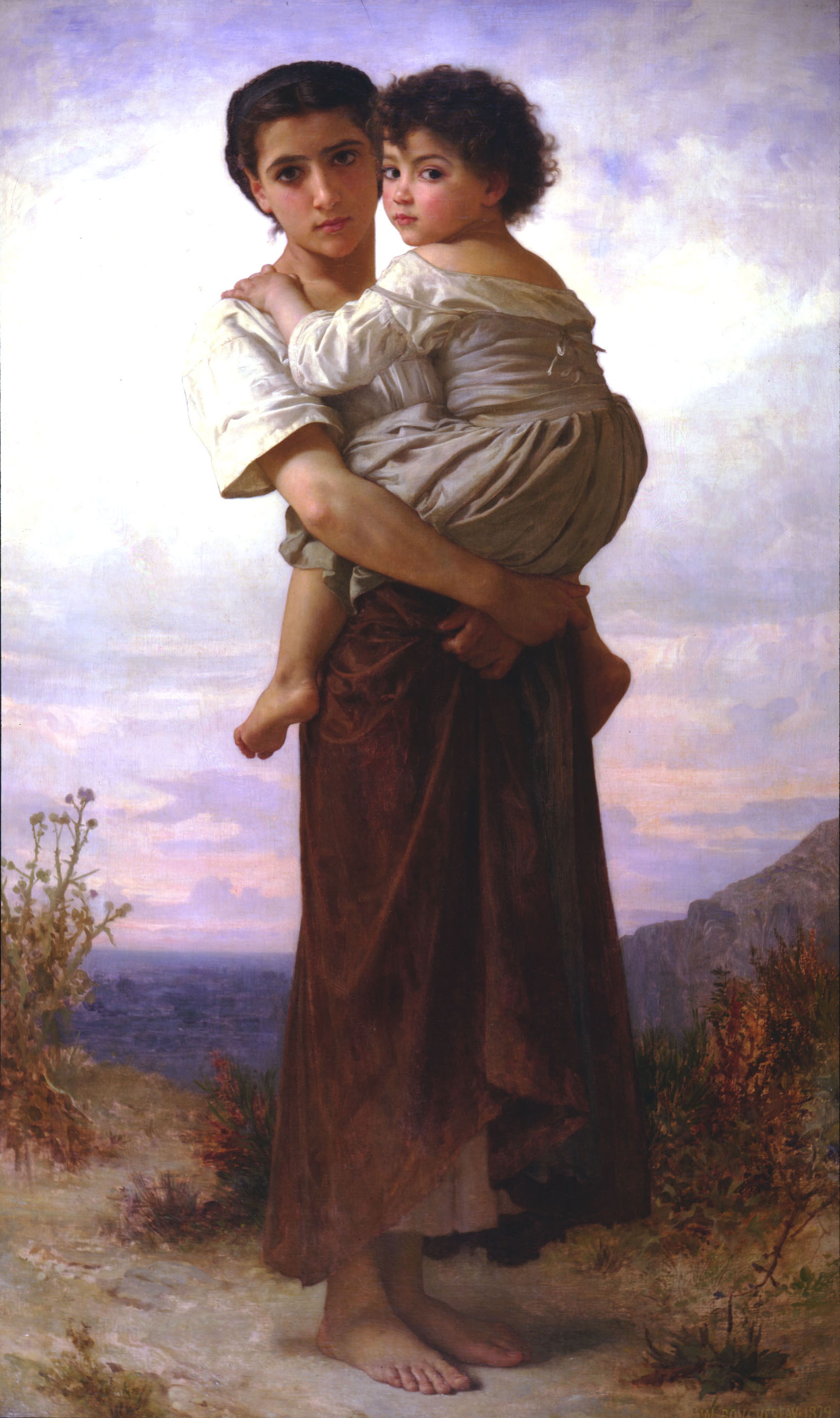
Imatge idealitzada d'una gitana i el seu fill, pintada per William-Adolphe Bouguereau en el.

Entre finals del segle xvii i mitjans de segle xix, es produí un altre moviment cap a l'oest d'una nombrosa població romaní, fugint de l'esclavitud o bé aprofitant la seva abolició a Moldàvia i Valàquia el 1860 o a conseqüència de la recrudescència de la persecució a Europa occidental (especialment a França i Alemanya). Els gitanos emigraren a Amèrica Llatina en un nombre que, com sempre, segueix essent un misteri. Segons Koen Peeters, la independència de Sèrbia el 1878 accelerà aquesta sortida, i les causes que expliquen el nou èxode massiu poden ser diverses: "En primer lloc, a la pressió d'assimilació; en segon lloc, a les noves possibilitats en les seves activitats laborals; i, en tercer lloc, a motius comuns amb altres emigrants de Sèrbia, com poden ser, d'una banda, la idea que al Nou Món tenien moltes possibilitats d'aconseguir grans fortunes, les lleis que afavoriren la immigració o també l'aparició de noves possibilitats en el que fa a mitjans de transport". També al voltant de 1860 es registra la sortida de roms britànics ("romnichels") i a principis del segle n'hi va haver una altra de valacs.
L'onada migratòria es va aturar amb l'arribada de la Primera Guerra Mundial, i no es reiniciaria fins al 1989, any que va començar la tercera gran diàspora encara vigent.

## Segle XX, persecució i extermini
La detenció del flux migratori a principis del segle xx no significà una millora de les condicions de vida dels romanís. Les disposicions legals continuaren essent inútils (com ho havien estat abans) a l'hora d'assimilar-los. A França, per exemple, una "llei sobre l'exercici de les professions ambulants i sobre la circulació de nòmades" obligava el 1912 a proveir-se d'un "carnet antropomètric d'identitat" que havia d'estar segellat en cadascun dels desplaçaments.
A Baviera s'elaborà el 1905 un "Llibre gitano", amb un cens inicial de 3.000 individus que aviat augmentaria amb la col·laboració d'altres estats alemanys. L'estat de Baviera autoritzà el càstig a treballs forçosos a tot romaní que no pogués demostrar tenir un treball estable, i la República de Weimar estengué aquesta mesura a tota Alemanya. Els censos de gitanos es multiplicaren en tot Europa (França, Regne Unit) i a Suïssa, el 1926 començà l'ignominiós costum de segrestar nens romanís per a ser educats entre no gitanos, pràctica que només s'abandonaria el 1973.
L'auge del nazisme i els excessos de la Segona Guerra Mundial incidiren amb especial crueltat en els roms. Prenent com a base els anteriors censos, el Centre de Recerca per a la Higiene Racial i Biologia Poblacional del Reich començà a analitzar la qüestió gitana. Després d'uns moments de dubte, en els que es va estar a punt de classificar als roms dins la raça ària, Himmler ordenà el seu internament i finalment la seva execució en massa. En llengua romaní s'anomena a aquest procés d'extermini "porraimos", o "porrajmos": "la destrucció". Com sempre, no se sap el nombre exacte de víctimes. Les estimacions van des de 50.000-80.000 (Denis Peschanski, La France des camps, l'internement 1938-46, Gallimard, 2002, pàg. 379) fins "500.000-1.500.000… Només a Auschwitz-Birkenau moriren més de vint mil gitanos. El genocidi gitano és un fenomen relativament desconegut, en el qual col·laboraren amb més o menys interès (igual que en el genocidi jueu) les poblacions autòctones.
A l'Europa central i de l'est sota règims comunistes, els romanís sofriren polítiques d'assimilació i restriccions a la seva llibertat cultural. A Bulgària, es va prohibir l'ús de la llengua romaní i la representació de música romaní en actes públics. Desenes de milers de roms d'Eslovàquia, Hongria i Romania foren reassentats en regions frontereres de Moràvia, i es va prohibir el seu estil de vida nòmada. A Txecoslovàquia, on se'ls qualificà d'"estrat social degradat", dones romanís varen ser sotmeses a esterilitzacions com a part de la política de l'Estat per a reduir el seu creixement demogràfic. Aquesta política es va posar en pràctica mitjançant incentius financers, amenaces de retirada de subsidis socials, desinformació i esterilització involuntària.
A principis de la dècada de 1990, Alemanya deportà a desenes de milers d'immigrants a Europa central i de l'Est. El 60% d'uns 100.000 ciutadans romanesos deportats, d'acord amb un tractat de 1992, eren gitanos.
En el tercer quart del segle xx començà també un important moviment associatiu romaní, en especial, a partir del Primer Congrés Gitano de Londres, de 1971.

## Segle XXI, la tercera gran diàspora

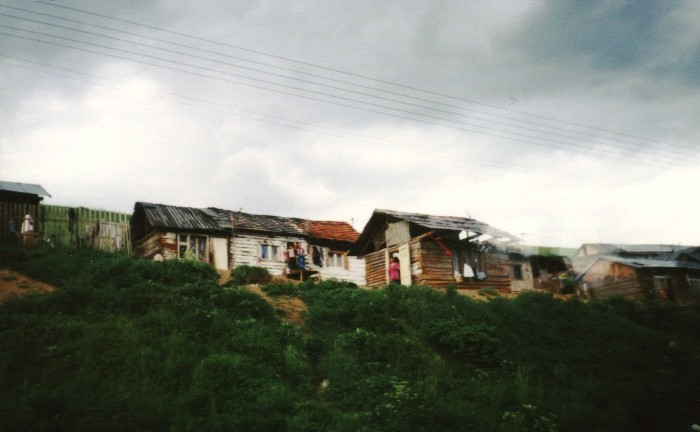
Poble gitano a Eslovàquia

Amb la caiguda del mur de Berlín el 1989, el desmantellament dels estats autoritaris d'Europa central i de l'Est i la posterior crisi econòmica i, especialment, a causa de la guerra de Iugoslàvia, comença la tercera gran diàspora gitana. Aquest moviment migratori (que novament passa desapercebut per a l'opinió pública) es fa, com és habitual, d'est a oest. Les estimacions són d'uns 200.000-280.000 gitanos desplaçats de l'est a l'oest europeu des de 1960 a 1997. En deteriorar-se la situació política de l'antiga Iugoslàvia uns 40.000 roms arribaren a Itàlia i altres 30.000 a Àustria. La crisi econòmica ha generat també una intensa ruta migratòria des de Romania als països de l'Europa pròspera en una quantitat encara per calcular. Les lleis de ciutadania discriminatòries en la República Txeca, per exemple, són un exponent de velles i noves formes de discriminació.
Segons els informes del Banc Mundial a Europa hi ha una població d'entre 7 i 9 milions de gitanos, dels que al voltant de 2 milions viuen a Romania, encara que percentualment la presència més alta del poble romaní és la de Macedònia del Nord, on representen l'11% de la població. La major part de la població gitana de Centre Europa en la zona balcànica viu amb menys de 3 euros diaris per persona i un 89% dels gitanos búlgars no ha pogut cursar els estudis primaris.

## Història dels gitanos dels Països Catalans
Una estimació, feta el 1999, amb dades facilitades per l'Associació Secretariat General Gitano dona les següents xifres de població gitana: Catalunya 52.937 gitanos, País Valencià 52.455 i Balears 5.423. Els gitanos catalans a França s'estenen per gran part del país.
El 1434 apareix la segona menció documentada dels gitanos a Catalunya; concretament els situa a Montblanc (Conca de Barberà).
La tolerància inicial cap als assentaments gitanos va acabar coincidint amb la fi del segle xv; des d'aleshores, fins al Decret de Nova Planta, la política oficial anava encaminada cap a l'expulsió.
A la Corona d'Aragó els gitanos que hi arribaren a partir del segle xv es trobaren amb una política oficial de persecució lingüística i cultural. Com afirma Bernard Leblon des dels Reis Catòlics (Primera pragmàtica antigitana dels Reis Catòlics el 4 de març de 1499 i segona pragmàtica per Carles I el 1539 condemnant-los a galeres) la política era l'assimilació forçosa dels gitanos. L'idioma caló en patí les conseqüències, tot i que durant els segles xvii i XVIII els mateixos texts repressius en mostren la seva vitalitat.
Amb l'entrada en vigor de l'esmentat Decret de Nova Planta se n'intentà per tots els mitjans la sedentarització. El 1749 quan es procedeix a la temptativa de detenció sistemàtica de tots els gitanos de l'Estat espanyol en aquesta batuda hi van morir un 40% dels detinguts.

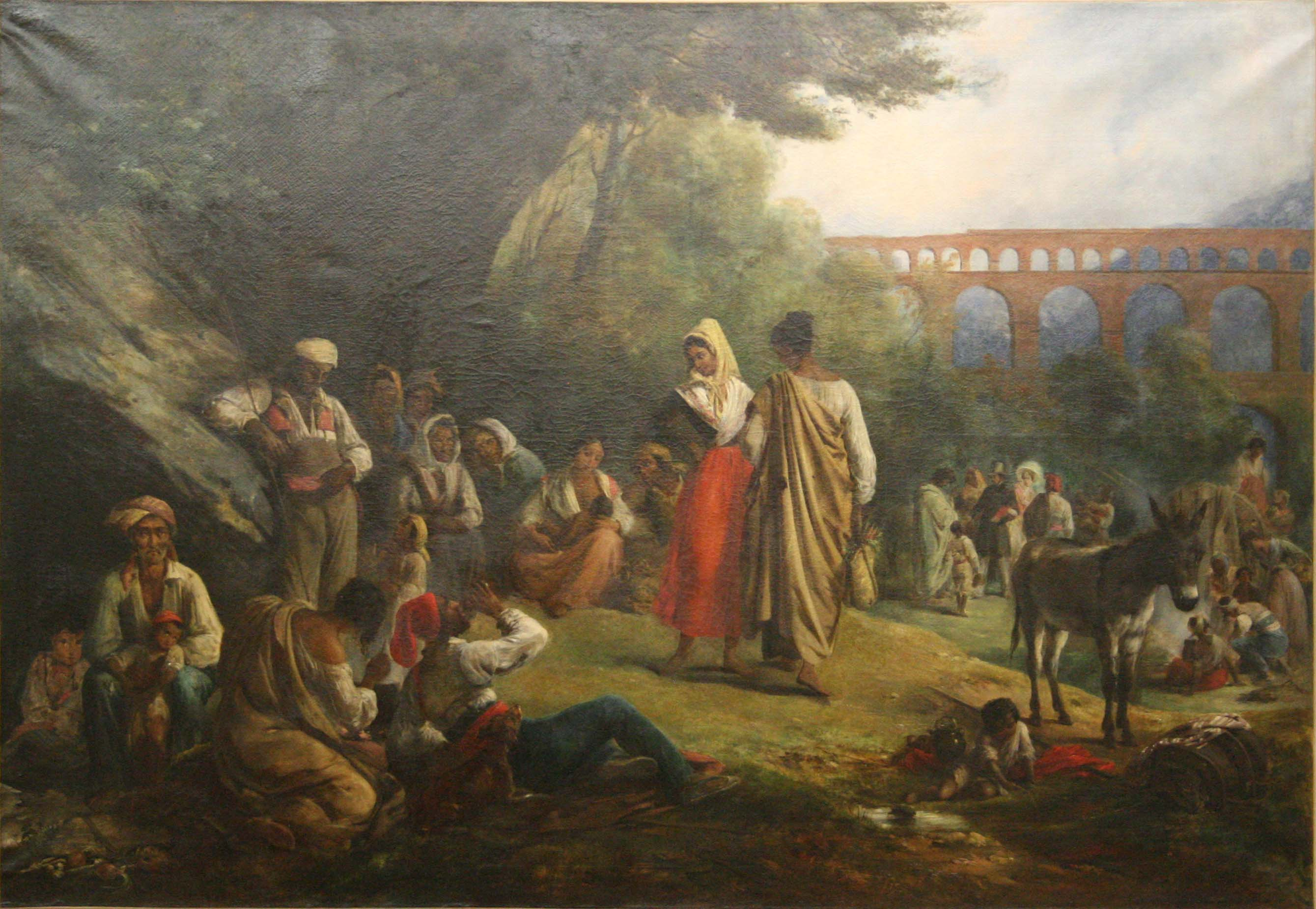
Les bohémiens au Pont du Gard (Colin, 1836), conservat al Museu de Belles Arts de Nimes. Amb tota probabilitat, gitanos catalans (s'hi aprecien dos individus amb barretina)

D'Isabel II fins a l'entrada en vigor de la Constitució Espanyola de 1978, els gitanos espanyols havien d'acreditar documentalment les seves propietats o transaccions sota pena en cas de no fer-ho de ser acusats de delicte contra la propietat.
L'any 1965 es va crear el Secretariat Gitano de Barcelona, primera entitat de l'Estat dedicada específicament al treball amb el poble gitano. La seva metodologia de treball (implicació dels mateixos gitanos, independència davant les administracions i foment del voluntariat) ben aviat va ser adoptada van aparèixer entitats similars a diverses ciutats espanyoles. Avui dia, fruit de gairebé 50 anys de treball, impulsa el Centre García-Díe de Cultura Gitana, amb seu a Barcelona.
Durant quasi tot el segle xix i fins a la segona meitat del segle xx arriben a Perpinyà i el Llenguadoc molts gitanos procedents del Principat de Catalunya. Actualment aquests gitanos catalans es troben des dels afores de París i fins a la frontera amb Bèlgica i per algunes ciutats de França (Narbona, Carcassona, Lió, Bordeus, entre altres) es troben comunitats catalanoparlants o parcialment catalanoparlants. També hi ha grups de gitanos castellanoparlants a França i el Principat de Catalunya.
L'Estatut d'Autonomia de Catalunya de 2006 en el seu article 42 reconeix que s'ha de garantir el reconeixement de la cultura del poble gitano.
El 2010, la comunitat gitana de Catalunya Nord es va veure afectada i preocupada per la política migratòria de Nicolas Sarkozy que expulsava els gitanos sense papers o que delinquissin reiteradament.
El novembre del 2014 es va presentar una tesi doctoral escrita per Eugeni Casanova que demostrava que arreu de l'estat francès hi ha dotzenes de milers de gitanos catalanoparlants dels quals aquest autor en va localitzar 160 comunitats. Van començar a emigrar des de l'Empordà al Rosselló a final del segle xviii i en acabat es van escampar França endins principalment a través de dues grans rutes, una al llarg de la costa mediterrània i l'altra seguint el curs de la Garona. Famílies de tot el Principat van mantenir aquest procés durant tot el XIX i fins a la guerra civil espanyola migrant primer a Perpinyà i després a tot França, fins a Niça, Bordeus, París o la frontera belga. La majoria parlen una barreja del dialecte central i el del Rosselló, però n'hi ha un segon grup que van passar a França des de l'occident català a través del Pirineu central que parlen lleidatà amb aportacions aragoneses que es van establir inicialment al departament de l'Alta Garona i més endavant a Tarn i Garona i Òlt i Garona.